# Velký vlastenecký výlet
Velký vlastenecký výlet je připravovaný český dokumentární film stylu road movie režiséra Robina Kvapila.

## Vznik
Byl připravován s původním záměrem zobrazit válečnou frontu na Ukrajině. Při castingu měli zájem o jedince s alternativními názory na základě inzerce a doporučení castingových agentur. Původně měli vybrány 4 účastníky, nakonec se účastnili tři.

## Uvedení
Film vstoupí do kin symbolicky v den výročí invaze vojsk Varšavské smlouvy do Československa, 21. srpna. Některé projekce filmu se však konaly ještě před jeho uvedením do kin.